# BRD Bucharest Open 2014
BRD Bucharest Open 2014 byl tenisový turnaj pořádaný jako součást ženského okruhu WTA Tour, který se hrál na otevřených antukových dvorcích městského areálu Arenele BNR. Konal se mezi 7. až 13. červencem 2014 v rumunské metropoli Bukurešti jako premiérový ročník turnaje.
Turnaj s rozpočtem 250 000 dolarů patřil do kategorie WTA International Tournaments. Nejvýše nasazenou hráčkou ve dvouhře se stala světová trojka Simona Halepová z Rumunska, která turnaj vyhrála po finálovém vítězství nad druhou nasazenou Italkou Robertou Vinciovou. Dominanci rumunských tenistek dovršily Elena Bogdanová s Alexandrou Cadanțuovou titulem z deblové soutěže.

## Ženská dvouhra

### Nasazení
| Stát                            | Hráčka                    | WTA | Nasazení |
| ------------------------------- | ------------------------- | --- | -------- |
| Rumunsko                        | Simona Halepová           | 3.  | 1.       |
| Itálie                          | Roberta Vinciová          | 21. | 2.       |
| Česko                           | Klára Koukalová           | 32. | 3.       |
| Itálie                          | Karin Knappová            | 47. | 4.       |
| Německo                         | Annika Becková            | 54. | 5.       |
| Slovensko                       | Anna Karolína Schmiedlová | 58. | 6.       |
| Česko                           | Petra Cetkovská           | 62. | 7.       |
| Slovinsko                       | Polona Hercogová          | 63. | 8.       |
| Žebříček WTA k 23. červnu 2014. |                           |     |          |

### Jiné formy účasti
Následující hráčky obdržely divokou kartu do hlavní soutěže:
- Cristina Dinuová
- Andreea Mituová
- Ioana Raluca Olaruová

Následující hráčky postoupily z kvalifikace:
- Kiki Bertensová
- Sesil Karatančevová
- Anett Kontaveitová
- Elitsa Kostovová
  -  Indy de Vroomeová –– jako šťastná poražená

### Odhlášení
před zahájením turnaje
- Julia Glušková
- Vania Kingová
- Kristina Mladenovicová
- Šachar Pe'erová
- Jaroslava Švedovová
- Alison Van Uytvancková
- Barbora Záhlavová-Strýcová

## Ženská čtyřhra

### Nasazení
| Stát                                                                        | Hráčka                | Stát      | Hráčka                     | WTA  | Nasazení |
| --------------------------------------------------------------------------- | --------------------- | --------- | -------------------------- | ---- | -------- |
| Polsko                                                                      | Katarzyna Piterová    | Ukrajina  | Olga Savčuková             | 130. | 1.       |
| Slovensko                                                                   | Janette Husárová      | Česko     | Renata Voráčová            | 135. | 2.       |
| Španělsko                                                                   | Lara Arruabarrenová   | Španělsko | Sílvia Solerová Espinosová | 153. | 3.       |
| Rumunsko                                                                    | Irina-Camelia Beguová | Argentina | María Irigoyenová          | 167. | 4.       |
| Žebříček WTA k 23. červnu 2014; číslo je součtem umístění obou členek páru. |                       |           |                            |      |          |

### Jiné formy účasti
Následující páry obdržely divokou kartu do hlavní soutěže:
- Elena Bogdanová /  Alexandra Cadanțuová
- Ioana Ducuová /  Ioana Loredana Roșcová

Následující pár do soutěže nastoupil z pozice náhradníka:
- Tamara Čurovićová /  Elitsa Kostovová

### Odhlášení
před zahájením turnaje
- Verónica Cepedeová Roygová (poranění ramena)

## Přehled finále

### Ženská dvouhra
- Simona Halepová vs.  Roberta Vinciová, 6–1, 6–3

### Ženská čtyřhra
- Elena Bogdanová /  Alexandra Cadanțuová vs.  Çağla Büyükakçayová /  Karin Knappová, 6–4, 3–6, [10–5]